# Бриаски, Массимо
Массимо Бриаски (итал. Massimo Briaschi, 12 мая 1958, Луго-ди-Виченца, Италия) — итальянский футболист, выступавший на позиции нападающего.
Больше всего достижений получил выступая за «Ювентус» на протяжении 1984—1987 годов, с которым стал чемпионом Италии, обладателем Суперкубка УЕФА, Кубка чемпионов и Межконтинентального кубка.

## Клубная карьера
Родился 12 мая 1958 года в городе Луго-ди-Виченца. Воспитанник футбольной школы клуба «Ланеросси». Взрослую футбольную карьеру начал в 1975 году в основной команде того же клуба. С командой, выступавшей в Серии B в сезоне 1975/76, Бриаски едва не опустился ещё уровнем ниже, до третьего дивизиона, однако «Виченца» удержалась на 16-м месте, двумя строками выше зоны вылета. Зато уже через год, в сезоне 1976/77, «Виченца» во второй раз в истории победила в серии B и вернулась в Серию A. Возвращение в элиту итальянского футбола было триумфальным — команда, которая ещё годом ранее играла во втором дивизионе, сразу же завоевала серебряные медали национального чемпионата 1977/78, уступив лишь туринскому «Ювентусу». Однако сразу за «серебряным» годом, команда Бриаски в следующем сезоне 1978/79 даже не смогла удержаться в элитном дивизионе — 14-е место и прошлогодний серебряный призёр первенства возвращается в Серию B. В Кубке УЕФА дела были не лучше — команда вылетела в первом же раунде от чехословацкой «Дуклы».
После этого летом 1979 года Бриаски решил остаться в Серии А и перешёл в «Кальяри». Однако в новой команде Массимо закрепиться не сумел, сыграв за сезон только в 7 матчах чемпионата, после чего вернулся в «Виченцу». В 1982 году «Ланеросси» попадает в третий дивизион Серию C1, после чего Бриаски снова покидает клуб.
Своей игрой за последнюю команду привлёк внимание представителей тренерского штаба клуба «Дженоа», к составу которого присоединился в 1982 году. Сыграл за генуэзский клуб следующие два сезона своей игровой карьеры. Большую часть времени, проведённого в составе «Дженоа», был основным игроком атакующего звена команды. В составе «Дженоа» был одним из главных бомбардиров команды, имея среднюю результативность на уровне 0,36 гола за игру первенства.
Летом 1984 года заключил контракт с «Ювентусом», в составе которого провёл следующие три года своей карьеры. Играя в составе «Ювентуса» также выходил на поле в основном составе команды. За это время завоевал титул чемпиона Италии, становился обладателем Суперкубка УЕФА, Кубка чемпионов и Межконтинентального кубка.
С 1987 года снова, на этот раз два сезона, защищал цвета команды клуба «Дженоа». Тренерским штабом нового клуба также рассматривался как игрок основы.
Завершил профессиональную игровую карьеру в клубе «Прато» в Серии С1, за команду которого выступал на протяжении 1989—1990 годов.

## Выступления за сборную
В течение 1978—1979 годов привлекался в состав молодёжной сборной Италии. На молодёжном уровне сыграл в 4 официальных матчах.
В составе олимпийской сборной Италии был участником футбольного турнира на Олимпийских играх 1984 года в Лос-Анджелесе, заняв 4 место. На турнире сыграл в двух матчах, в том числе и в проигранном матче югославам за третье место (1:2).

## Титулы и достижения
- Чемпион Италии (1):

«Ювентус»: 1985/1986
- Обладатель Суперкубка УЕФА (1):

«Ювентус»: 1984
- Обладатель Кубка чемпионов УЕФА (1):

«Ювентус»: 1984/1985
- Обладатель Межконтинентального кубка (1):

«Ювентус»: 1985